# Шолом (геральдика)
В геральдиці шолом є частиною верхнього герба і як гербова фігура може розміщуватися у щиті.

## Функція та презентація

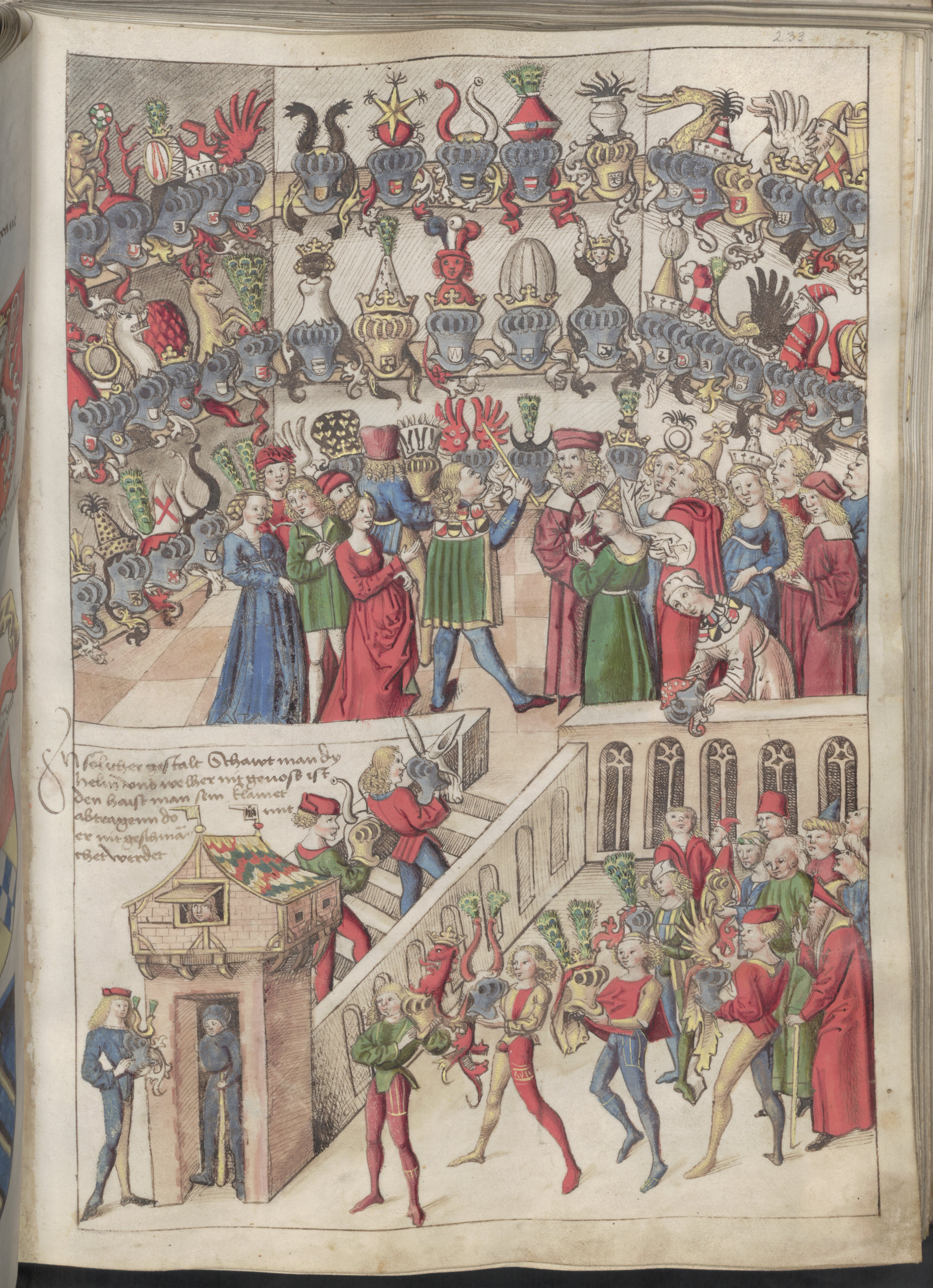
Шоу герба: Герольди демонструють шоломи, що прикрашені нашоломниками турнірного товариства Grünenbergs Wappenbuch. 1483 рік

Відомий з початку ХІІІ століття, він став однією з найважливіших речей у гербі і був прийнятий настільки ж важливим, як і сам герб. У печатках до цього часу шолом і щит розглядалися як окремі предмети. Лише так зване шоу шоломів на турнірах для знайомства із лицарством підвищили його статус. Із занепадом лицарства і фактичної геральдики, шолом дедалі частіше торував шлях до мертвої геральдики. Пізніше, отримавши герб від правителя, жінки та громади отримали можливість показати шолом на своєму гербі.
Шолом спирається на верхній край щита і повернений до передньої частини глядача або дивиться спереду.
Намет розміщується на шоломі. Залежно від смаку часу, це іноді подається більш суворо або об’ємно розвіваючись. Верх зазвичай кольоровий, низ металевий (золото або срібло). Покривало шолома створює враження шматка тканини, розрізаного на смужки.
Буралет або гербова корона (у тому, що пізніше називають "паперовою геральдикою" корона чину, що відповідає титулу шляхетства даного роду) розміщується зверху. Однак також відомі інші конструкції. Далі описують інші складові верхнього герба.
Геральдичні шоломи показані в блідо-сталевому кольорі. Наприклад, вони показані сріблом з червоною підкладкою з внутрішньої сторони. Тільки шляхтичам із важливих родин дозволялося золотити шолом і відкривати його, тобто залишати застібки на шоломі.
Як правило, шолом спирається на щит, оскільки в середні віки було прийнято нахиляти щит і розміщувати шолом у верхньому лівому куті щита, що, ймовірно, було також поширеним на турнірах з метою презентації. Також звичайно розміщувати шоломи поруч із щитом.
Спочатку шолом використовувався у суто стандартизованій формі. У сучасній геральдиці вибір правильного шолома має особливе значення: не кожен шолом є геральдично правильним. Геральдичні шоломи - це ті, які прикрашені клейнодом і носяться лицарями на турнірах. Сюди входять ківш-шолом і горщик, відомі з раннього Середньовіччя. Важливу роль відіграють спанггельм або поршневий турнірний шолом та стех. Обидва шоломи використовуються з середини XV століття. Їх використання для герба починається приблизно століттям пізніше.
Розпізнати ранг за типом та розташуванням шолома можливо лише у Франції та Англії. Спроби систематизації у Німеччині були менш успішними. Тут знатним сім'ям було надано спангенгельм, а цивільним гербам - стехгельм, але також не послідовно. Тож існують герби знатних сімей із касками. У різні епохи шолом також був загальним для певних груп гербів. Але лінії розмивалися знову і знову. Реформуючи свій герб, Наполеон намагався замінити шолом беретами, прикрашеними пір’ям. Його падіння також закрило цю реформу.
Якщо над щитом розташовано кілька шоломів (у посередньовічній геральдиці в повному гербі шоломи зібрані на комбінованому щиті в гербовій асоціації), вони повертаються всередину в профіль, крім середнього, шолом найвищого рангу. Шоломи над нахиленими щитами завжди в профілі. Кількість шоломів значно зросла після розквіту геральдики. Блазон кількох шоломів над гербом відбувається посередині, чергуючись праворуч і ліворуч від першого або середнього шолома.
Як загальна фігура - тобто сам елемент герба - шолом на гербі рідкісний. Є герби, на яких зображена геральдична тварина з шоломом або шолом розміщений на щитотримачі.

## Приклад шолома над гербом

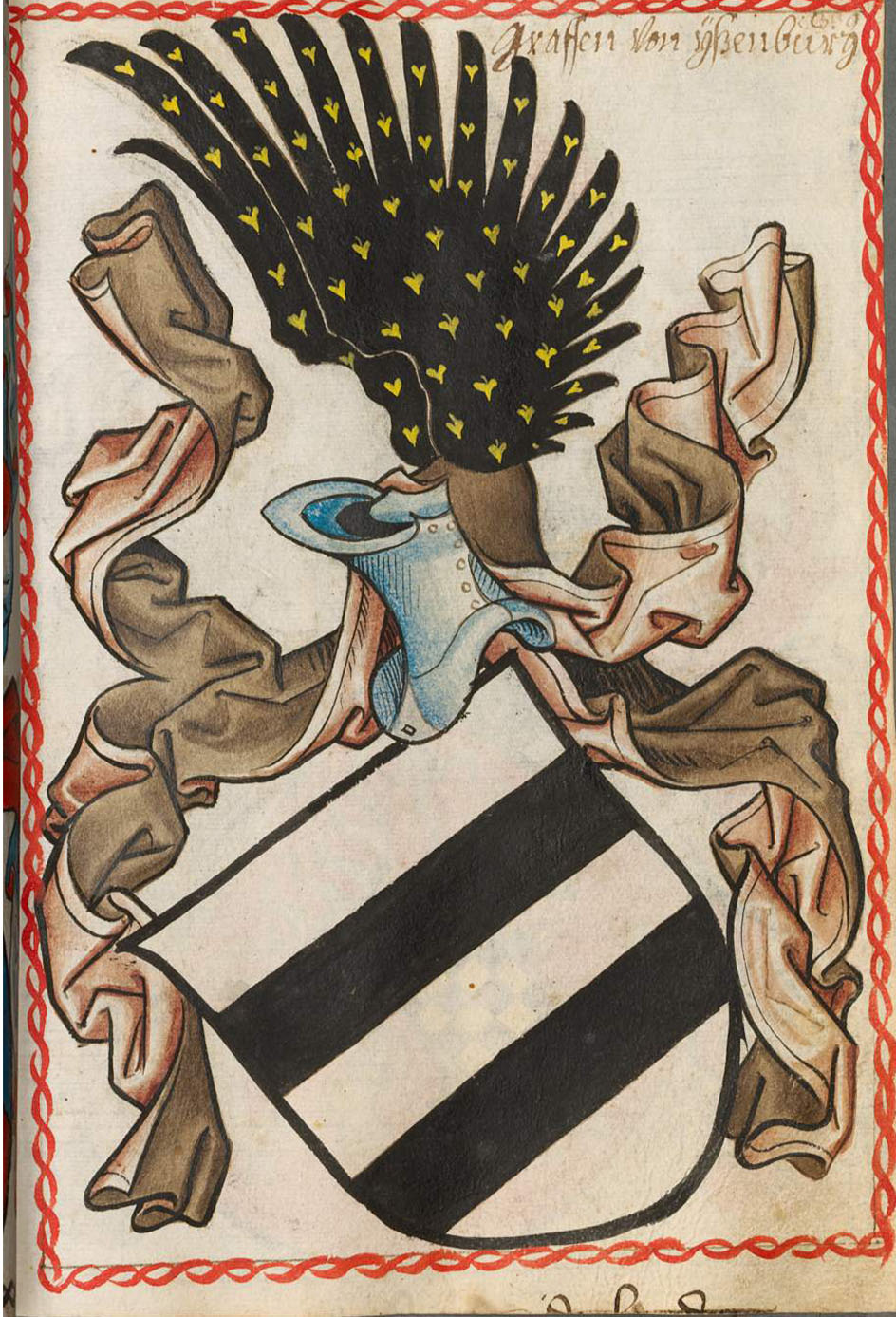
Зображення шолома з ковдрою та орнаментами в Гербовнику Шайблерів (XV-XVII століття, Граф Ізенбург)
Великий герб (Герб Ямайки)
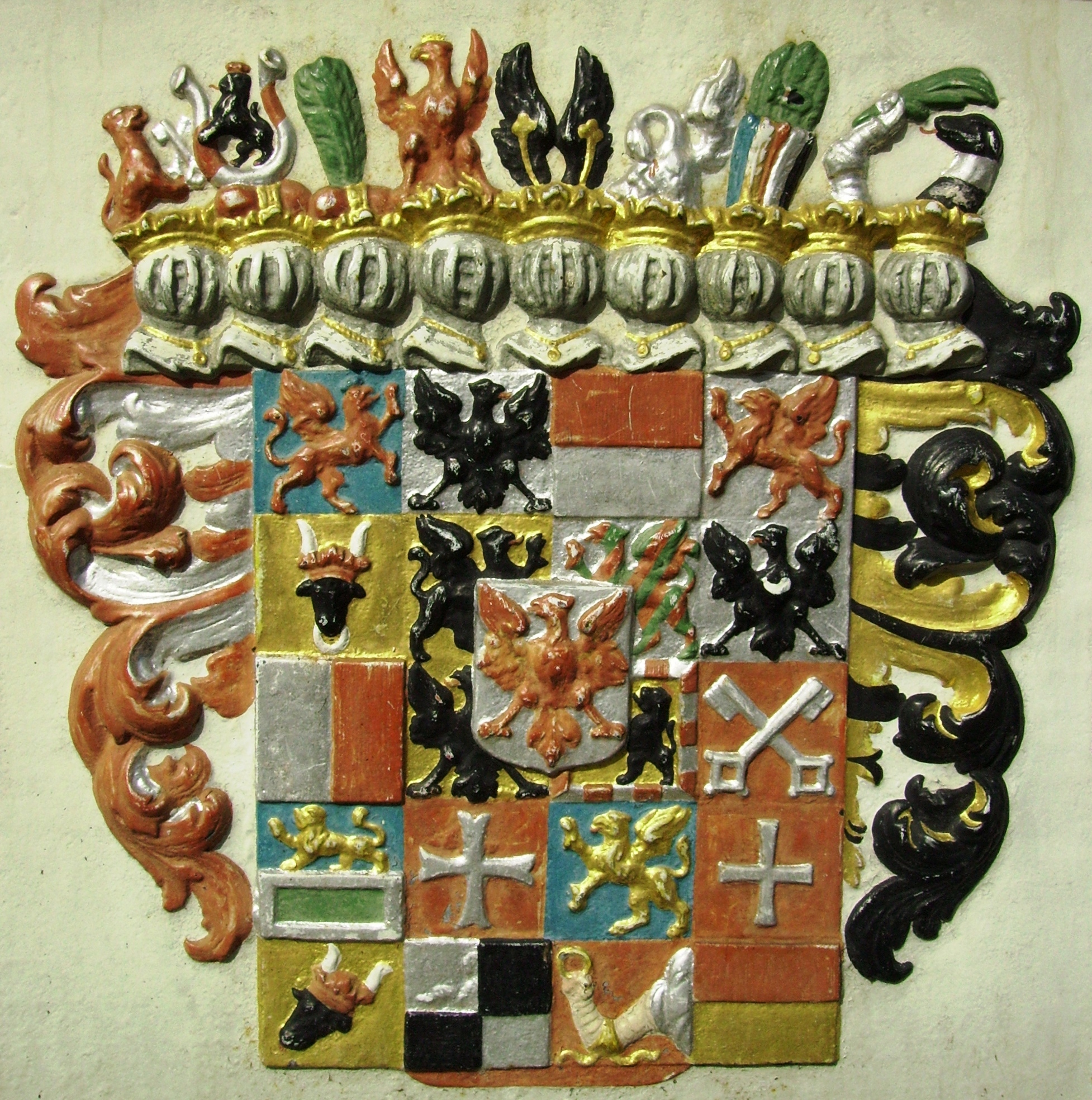
Дев'ять шоломів у верхній частині герба (маркграфи Ансбах та Байройт)
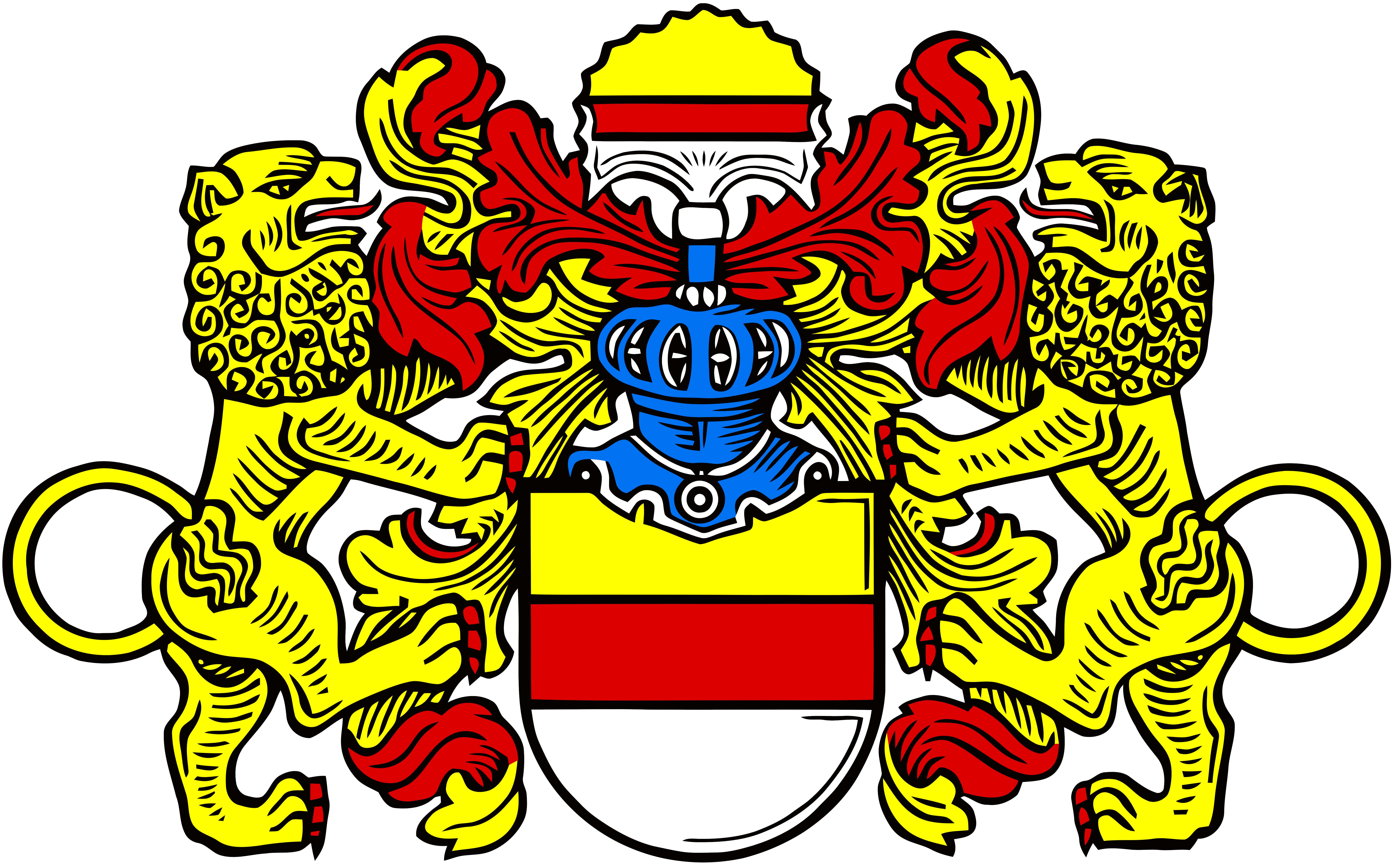
Каркасний шолом на гербі Мюнстера
Синій шолом на гербі Іберлінгена на Боденському озері
Увінчаний спанггельмом на гербі Каринтії
Кисіль (герб)
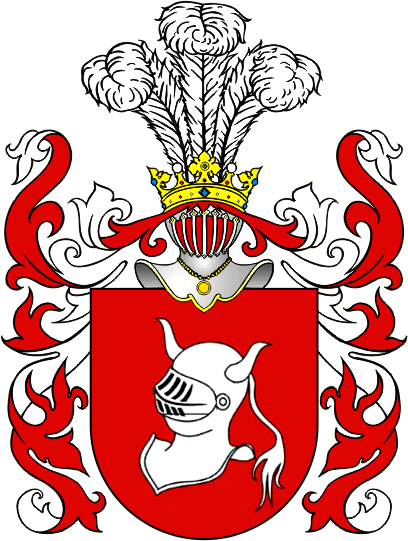
Хелм (шляхетський герб)
Герб Суста, єдиний муніципальний герб у Нідерландах із шоломом замість корони

## Приклади шолома на гербі

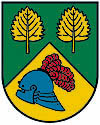
Герб Альхамінгу
Герб Ебенвайлера
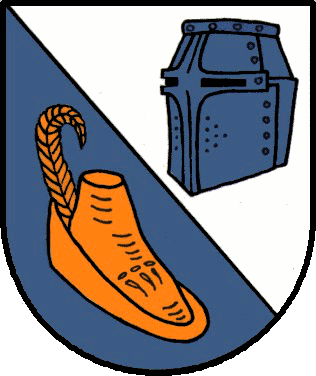
Герб Гільгенберг-ам-Вайльхарта
Герб Гальбса
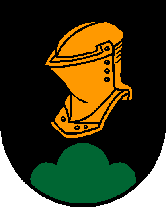
Герб Хольмозедта
Герб Гельмштадт-Баргена
Герб Узедома
Герб Штокштадт-ам-Майна
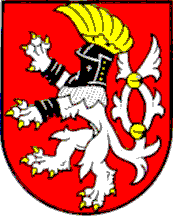
Герб Усті-над-Лабем
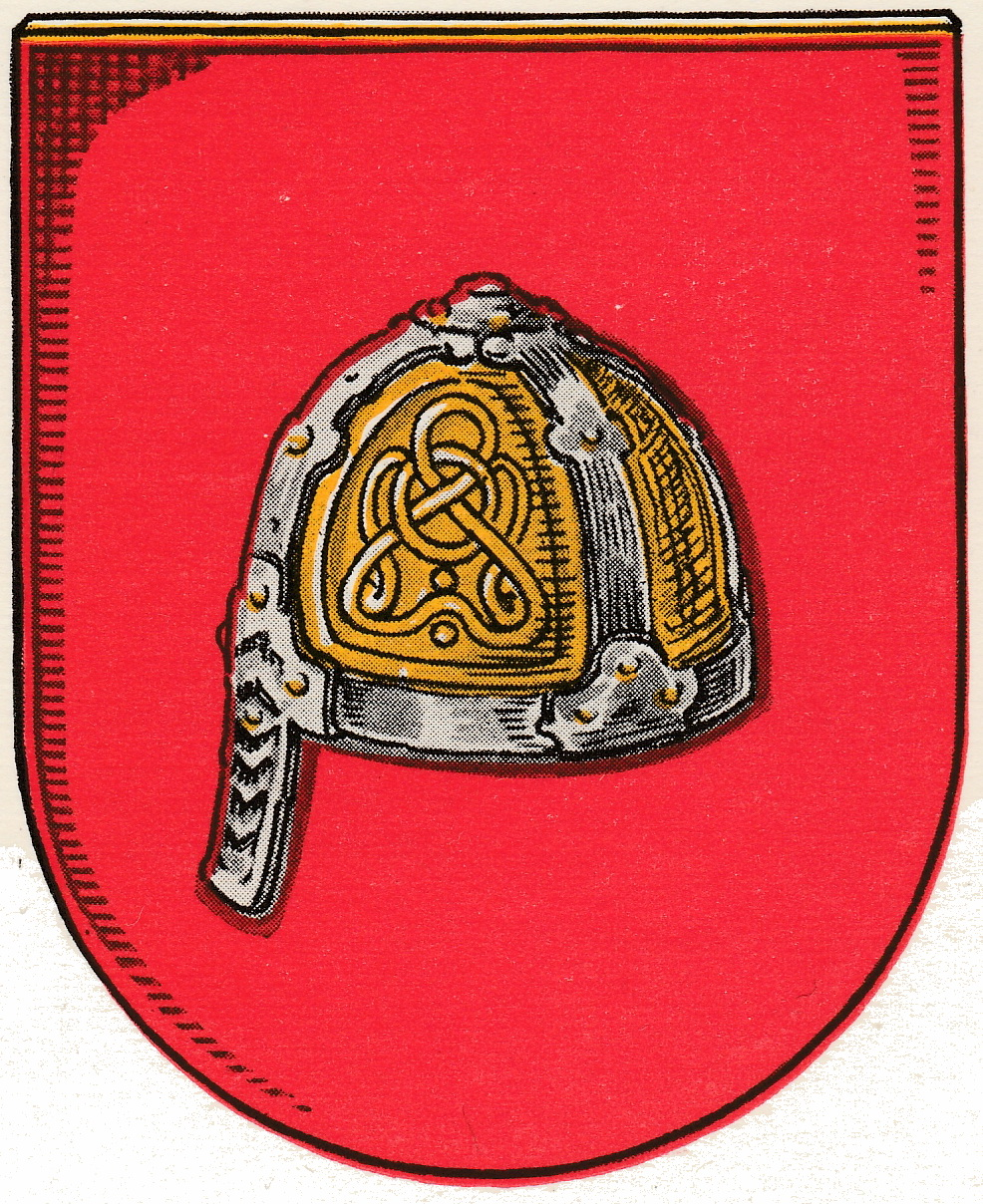
Герб Валленштедта
Герб Сумської області
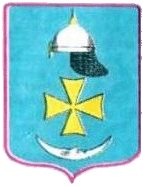
Герб Шишаків

## Приклади геральдичних шоломів

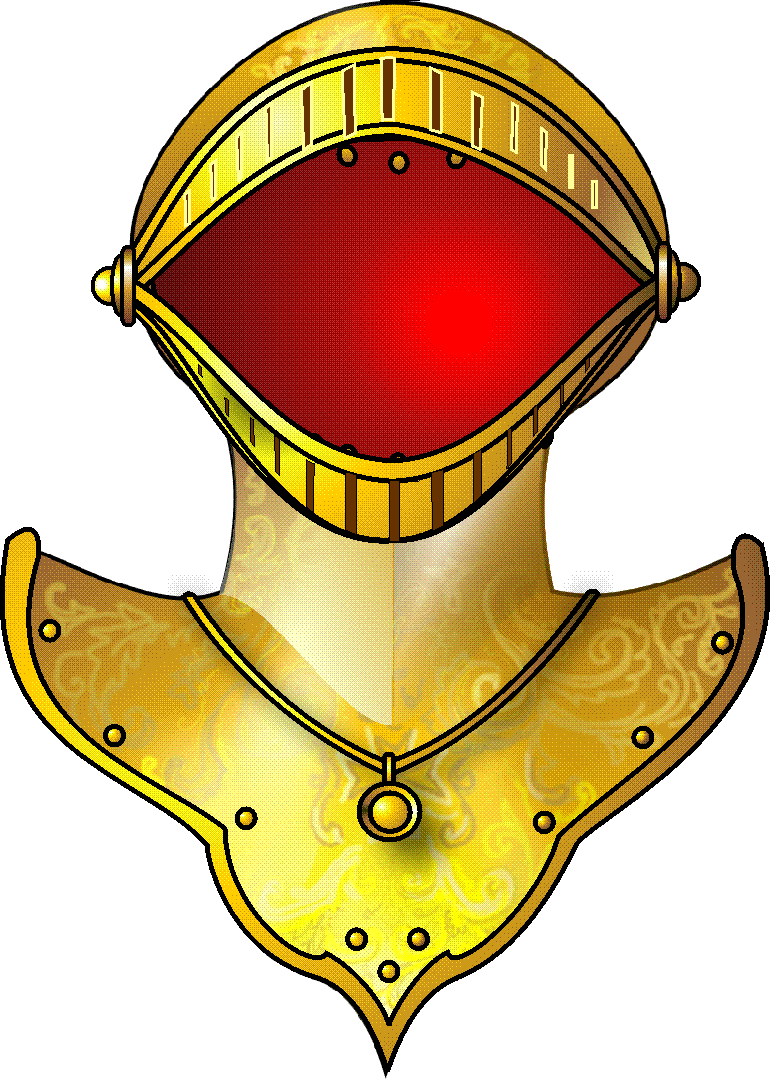
Шолом принців королівської крові
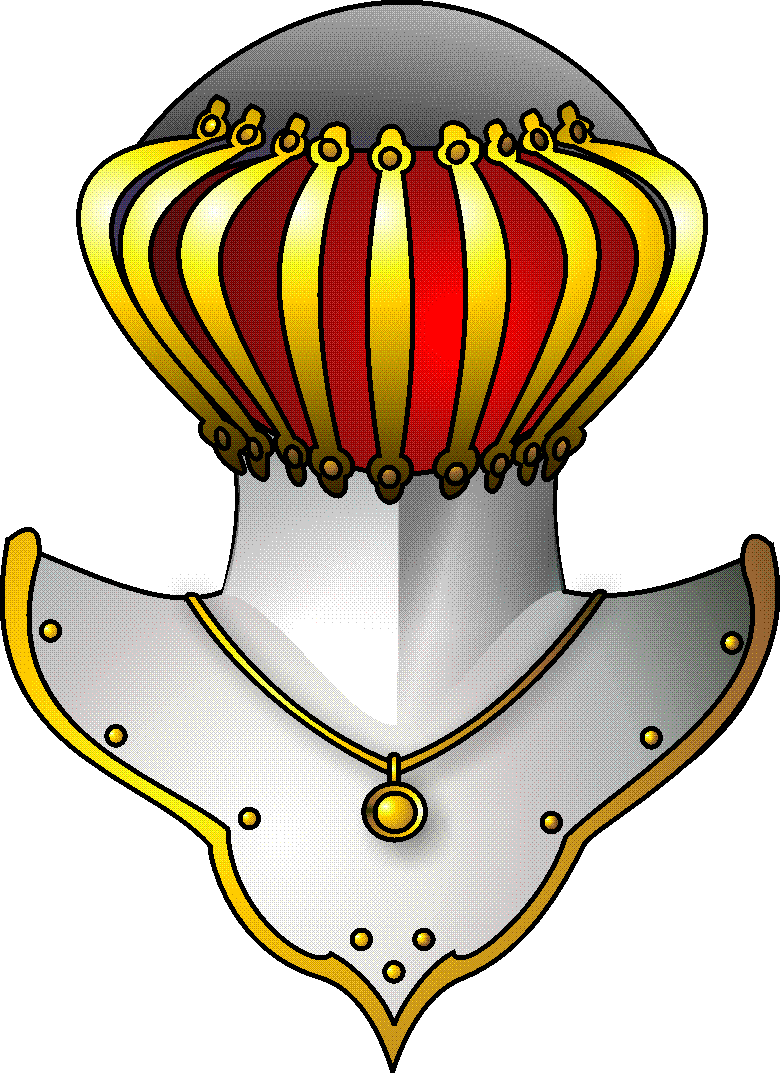
Шолом герцогів
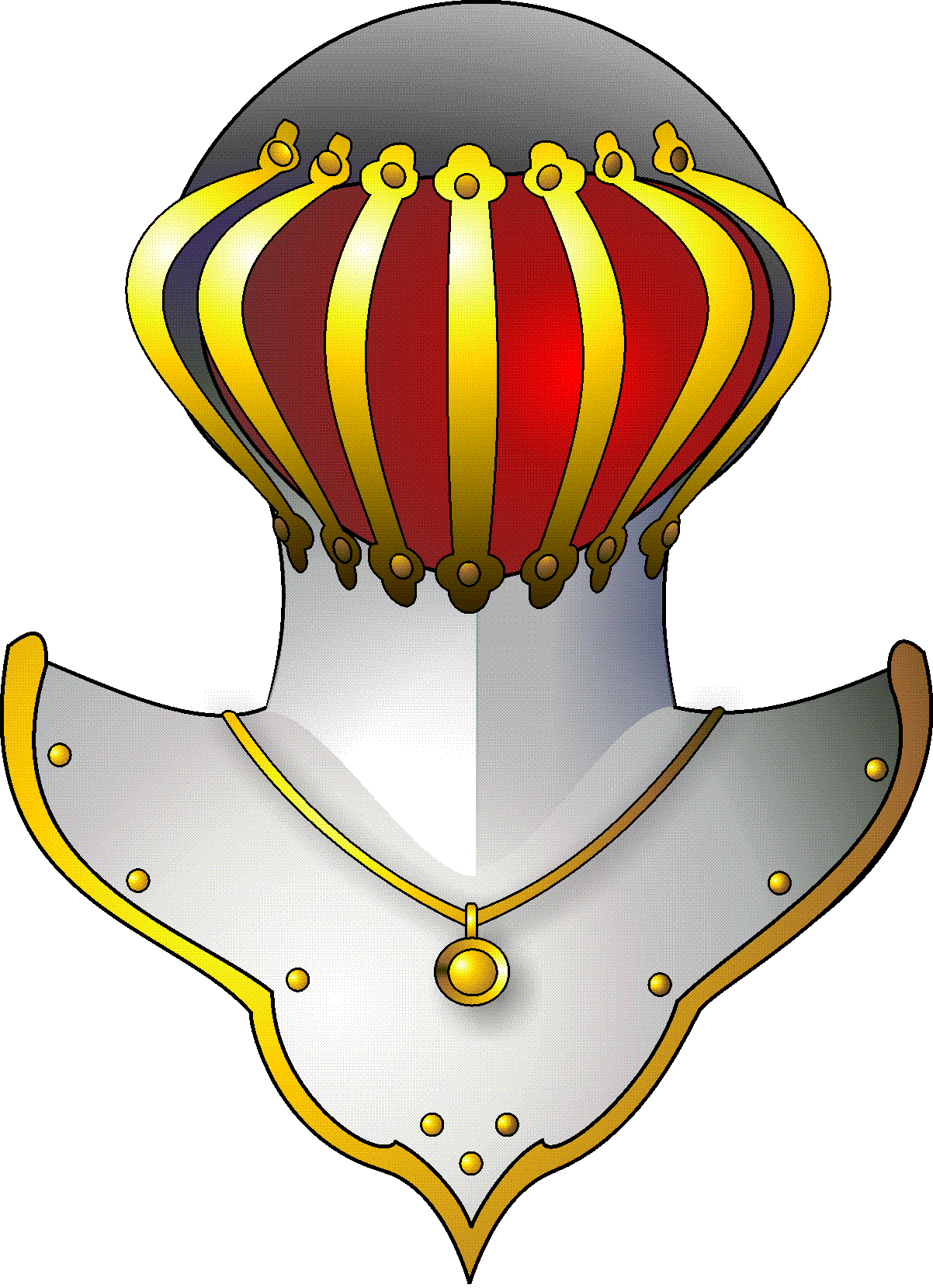
Шолом маркізів
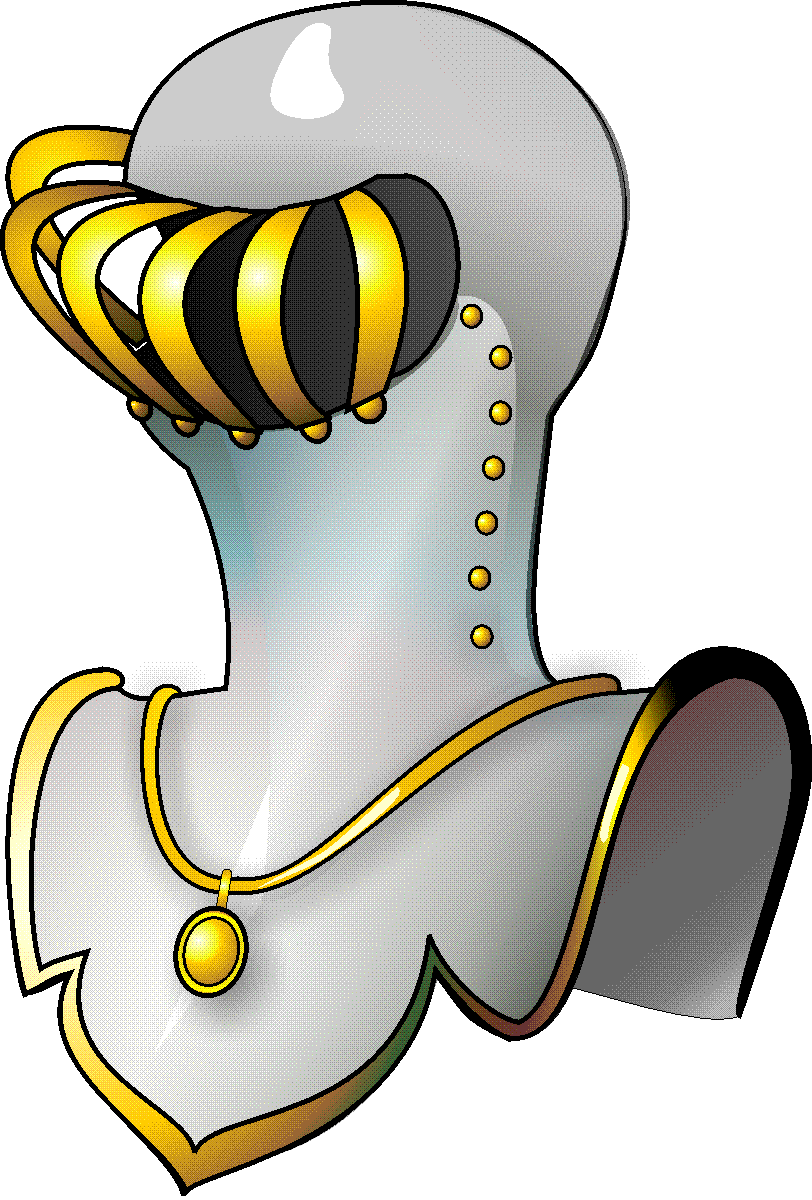
Шолом графів
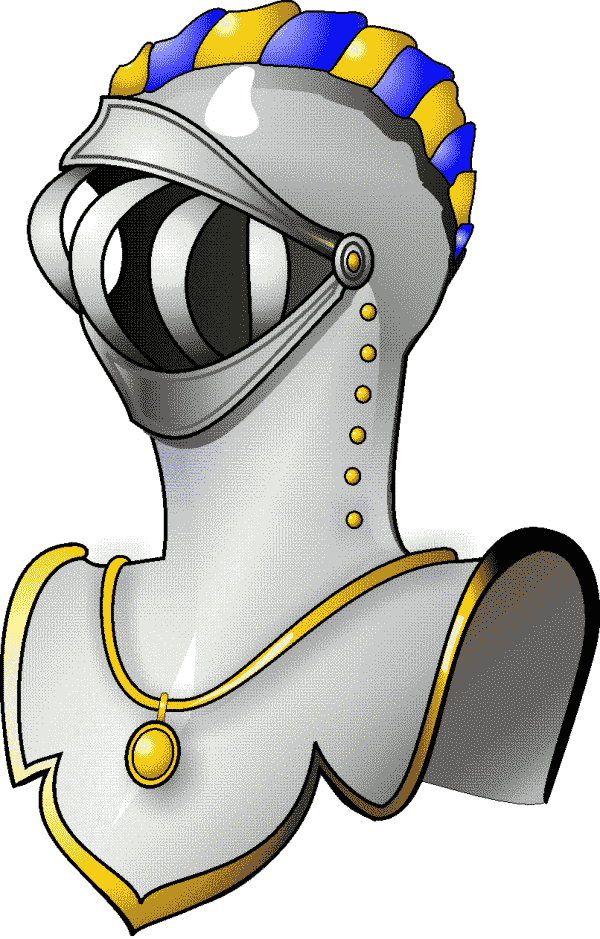
Шолом шляхтича, з бурелетом
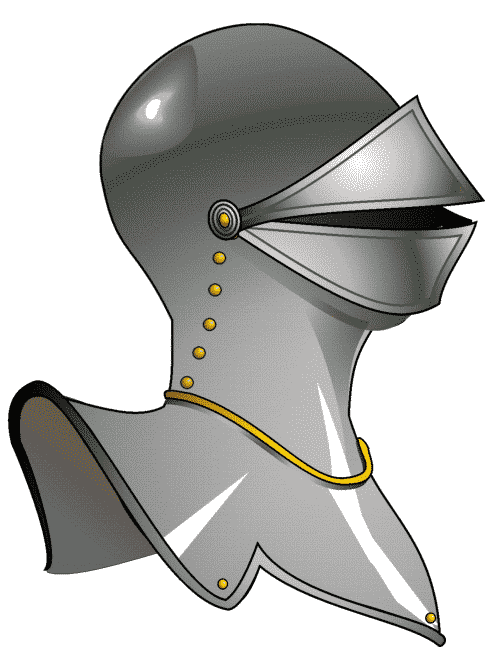
Шолом байстрюка